# Calepina
Genre
Calepina est un genre de plantes herbacées de la famille des brassicacées (crucifères).

## Liste d'espèces
Selon Catalogue of Life (15 mai 2014) :
- Calepina irregularis

Selon ITIS (15 mai 2014) :
- Calepina irregularis (Asso) Thell.

Selon NCBI (15 mai 2014) :
- Calepina irregularis

Selon The Plant List (15 mai 2014) :
- Calepina irregularis (Asso) Thell.

Selon Tropicos (15 mai 2014) (Attention liste brute contenant possiblement des synonymes) :
- Calepina cochlearioides (Murray) Dumort.
- Calepina corvini (All.) Desv.
- Calepina irregularis (Asso) Thell.
- Calepina ruellii Bubani